# Diana Rigg

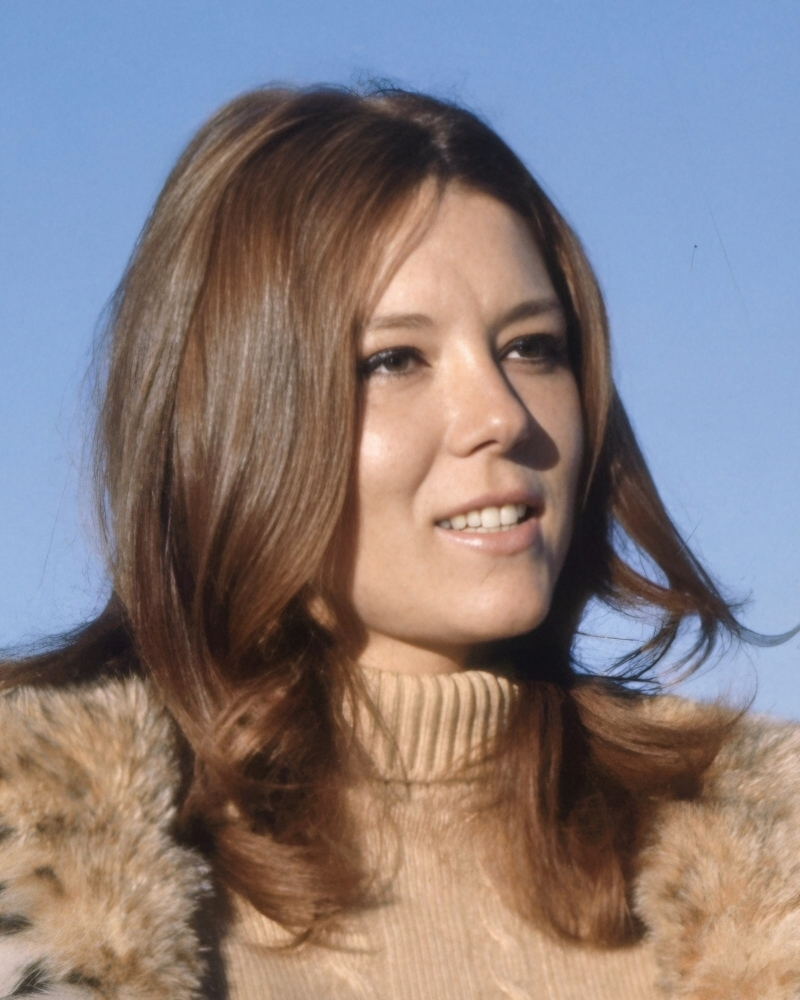
Diana Rigg bei Dreharbeiten zu James Bond 007 – Im Geheimdienst Ihrer Majestät auf dem Piz Gloria, 1968

Dame Enid Diana Elizabeth Rigg, DBE (* 20. Juli 1938 in Doncaster, England; † 10. September 2020 in London), war eine britische Theater- und Filmschauspielerin. International bekannt wurde sie ab 1965 als Emma Peel in der Fernsehserie Mit Schirm, Charme und Melone und als Teresa di Vicenzo im Kinofilm James Bond 007 – Im Geheimdienst Ihrer Majestät sowie in der Spätphase ihrer Karriere in Game of Thrones in der Rolle der Olenna Tyrell. Sie feierte zahlreiche Erfolge auf Theaterbühnen im Vereinigten Königreich und den Vereinigten Staaten.

## Leben und Karriere

### Kindheit, Schule und Ausbildung
Ihre Eltern waren der Eisenbahningenieur Louis Rigg und seine Ehefrau Beryl Hilda. Als Diana zwei Monate alt war, zog die Familie von Yorkshire nach Bikaner in Britisch-Indien, wo ihr Vater eine Stelle als leitender Angestellter bei der Bikaner-Staatsbahn angenommen hatte. Bis zu ihrem achten Lebensjahr wuchs Diana Rigg in Indien auf. Daher sprach sie auch ein wenig Hindi.
Von ihrem neunten Lebensjahr an besuchte sie bei Pudsey in Yorkshire die Fulneck School, ein Internat der Herrnhuter Brüdergemeine. Von 1955 bis 1957 studierte sie Schauspiel an der Royal Academy of Dramatic Art. Zu ihren Mitschülern gehörten dort Glenda Jackson und Siân Phillips. Ihr professionelles Theaterdebüt gab sie 1957 beim York Festival in der Rolle der Natella Abaschwili im Brecht-Stück Der kaukasische Kreidekreis.

### Fernseh- und Kinorollen

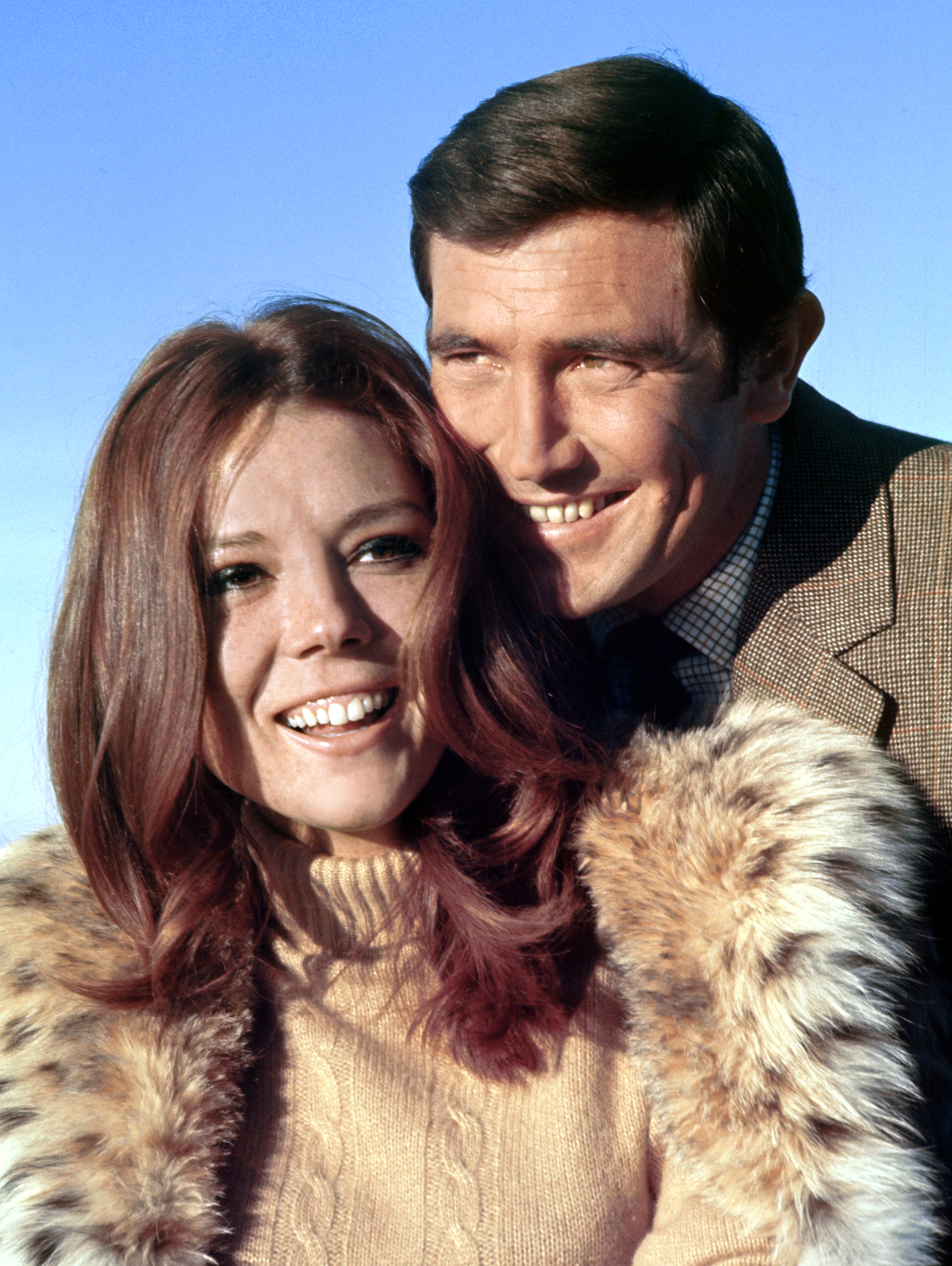
Rigg mit George Lazenby beim Dreh von Im Geheimdienst Ihrer Majestät, 1968

Ein Großteil ihrer Filmkarriere bestand aus Fernsehproduktionen. Weltweit bekannt wurde Diana Rigg ab 1965 durch die britische Fernsehserie Mit Schirm, Charme und Melone. An der Seite von Patrick Macnee spielte sie darin die scharfzüngige, schlagkräftige, emanzipierte und oft in hautenge Lederanzüge gekleidete Agentin Emma Peel. Ihre Interpretation der Rolle war das Vorbild für zahlreiche Nachahmerinnen; so gelten die selbstbewussten Begleiterinnen in Doctor Who als vom Erfolg Emma Peels inspiriert. Nach zwei Staffeln verließ Rigg die Serie, da sie ihre Gage für eine Hauptdarstellerin als zu niedrig empfand. Von nur 150 Pfund Sterling je Woche in der ersten Staffel waren ihre Bezüge in der zweiten Staffel auf 450 Pfund angehoben worden. Selbst ein Kameramann verdiente damals mehr. Im Jahr 2019, als die gleiche Bezahlung von Frauen und Männern erneut ein wichtiges gesellschaftspolitisches Thema in der Medienberichterstattung wurde, sagte Rigg, es sei deprimierend, dass wir immer noch über das Lohngefälle zwischen den Geschlechtern sprechen müssten. Seinerzeit habe niemand sie bei ihrer Forderung nach gerechter Bezahlung unterstützt, weder die Frauen am Filmset noch ihr Schauspielkollege Macnee.
Im Kino kam Riggs Talent kaum zur Geltung. Am bekanntesten ist ihre Rolle der Ehefrau von James Bond in Im Geheimdienst Ihrer Majestät (1969), der anfangs das Publikum enttäuschte und erst Jahre später bei Kritikern und Bond-Fans Anerkennung fand. Sie ist das einzige „Bondgirl“, das James Bond heiratete. In dem Film Hospital (1971) geriet eine Szene zum Skandal, in der sie einen vermeintlich impotenten Chefarzt durch verbale Erniedrigung heilen sollte. Die Nackt- und Sexszene wurde zu einer jugendfreien Fassung umgeschnitten. 1982 spielte sie in der Agatha-Christie-Verfilmung Das Böse unter der Sonne an der Seite von Peter Ustinov einen divenhaften Bühnenstar, der bestohlen und ermordet wird.
In der britischen Fernsehserie Doctor Who war Rigg 2013 in einer von Mark Gatiss geschriebenen Folge erstmals neben ihrer Tochter Rachael Stirling zu sehen; sie spielten Mutter und Tochter. Ebenfalls ab 2013 trat sie in der mehrfach ausgezeichneten Fantasy-Serie Game of Thrones von der dritten Staffel an als Lady Olenna Tyrell auf. Sie wurde mehrmals für den Emmy als beste Gastdarstellerin nominiert. Rigg arbeitete bis kurz vor ihrem Tod als Schauspielerin; ihr letzter Film war Edgar Wrights Last Night in Soho, der im Jahr nach ihrem Tod bei den 78. Internationalen Filmfestspielen von Venedig Premiere hatte.

### Theater
Diana Rigg hatte vor allem auf der Theaterbühne Erfolg – in klassischen wie in modernen Rollen, für die sie vielfach ausgezeichnet wurde. Von 1959 bis 1964 war sie Mitglied der Royal Shakespeare Company, seit 1967 freiberuflich tätig als assoziiertes Mitglied der Company. Von 1971 an war sie Mitglied des National Theatre of Great Britain. Sie zählt zu den ersten Schauspielerinnen, die nackt auf einer Bühne (in dem Stück Abelard and Heloise, 1970) auftraten. 1979 wurde sie in einer Titelstory der Zeitschrift Time  als „Großbritanniens beste Schauspielerin“ gefeiert. 1982 veröffentlichte sie das Buch No Turn Unstoned, eine Sammlung der schlechtesten und am schlechtesten geschriebenen Theaterkritiken und zugleich eine Abrechnung mit Kritikern, die sie ablehnten. 
Zu den Stücken, in denen sie eine Hauptrolle spielte, zählen:
- King Lear (von William Shakespeare, mit der Royal Shakespeare Company, Europa- und USA-Tournee, 1964)
- Macbeth und The Misanthrope (von Shakespeare bzw. Molière, am Old Vic Theatre, London, 1972/73)
- Pygmalion (von George Bernard Shaw, am Albery Theatre, London, 1974)
- Night and Day (von Tom Stoppard, am Phoenix Theatre, London, 1978)
- Colette (in der Rolle der französischen Schriftstellerin Colette, auf einer Gastspielreise durch die USA, 1982)
- Heartbreak House (von George Bernard Shaw, am Theatre Royal Haymarket, London, 1983)
- Medea (von Euripides, nacheinander am Almeida Theatre und Wyndham’s Theatre, London, sowie am Longacre Theatre, New York, 1992/94)
- Mother Courage and Her Children (von Bertolt Brecht, am National Theatre, London, 1995)
- Who’s Afraid of Virginia Woolf (von Edward Albee, nacheinander am Almeida Theatre und Aldwych Theatre, London, 1996/97)
- Phèdre und Britannicus (von Jean Racine, am Albery Theatre, London sowie am BAM, New York, 1998)
- All About My Mother (nach dem Film von Pedro Almodóvar, am Old Vic Theatre, London, 2007)
- The Cherry Orchard und Hay Fever (von Anton Tschechow bzw. Noël Coward, am Chichester Festival Theatre, Chichester/England, 2008/09).

### Persönliches
Im Jahr 1987 wurde Diana Rigg als Commander in den Order of the British Empire aufgenommen und 1994 von Königin Elisabeth II. zur Dame Commander des Ordens erhoben. Sie war Vorstandsmitglied der Royal Academy of Dramatic Art und von 1998 bis 2008 Kanzlerin der University of Stirling. 1999 war sie Gastprofessorin für zeitgenössisches Theater an der University of Oxford. Sie erhielt die Ehrendoktorwürde mehrerer schottischer und englischer Universitäten (Stirling, Leeds, Nottingham, London South Bank).
Rigg lebte in Chelsea (London) und in ihren letzten 20 Lebensjahren auch in Mauvezin-d’Armagnac in Südwestfrankreich, wo sie ein Anwesen mit einer Villa im elsässischen Stil erworben hatte. Zuletzt hielt sie sich mehrmals längere Zeit in Australien auf.
Der renommierte britische Fernsehmoderator Michael Parkinson, der sie erstmals 1972 interviewte, schrieb 2010, sie habe stets eine außergewöhnliche „glänzende Schönheit ausgestrahlt“. Zudem war sie ein Leben lang mit Ausnahme ihrer allerletzten Jahre als passionierte Raucherin bekannt.
In den 1960er Jahren war Diana Rigg mit dem britischen Regisseur und Schauspieler Philip Saville liiert. Später war sie zweimal verheiratet, mit dem israelischen Maler Menachem Gueffen (1973–1976) und dem schottischen Großgrundbesitzer Archibald Stirling (1982–1990). Aus der Beziehung mit Stirling stammt ihre Tochter, Rachael Stirling (* 1977), die ebenfalls Schauspielerin wurde.
Rigg starb am 10. September 2020 im Alter von 82 Jahren an Lungenkrebs, der im März des Jahres diagnostiziert worden war. Nach Berichten ihrer Tochter Rachael wollte Diana Rigg ihr Leben selbst beenden, als sie an Lungenkrebs im Endstadium litt. In den letzten Wochen ihres Lebens nahm sie Tonbänder auf, auf denen sie Abgeordnete anflehte, Sterbehilfe zu legalisieren.

## Filmografie (Auswahl)
- 1959: A Midsummer Night’s Dream (Fernsehfilm) – Regie: Peter Hall
- 1965–1968: Mit Schirm, Charme und Melone (The Avengers; Fernsehserie, 51 Folgen)
- 1968: A Midsummer Night’s Dream – Regie: Peter Hall
- 1969: Mörder GmbH (The Assassination Bureau Ltd.)
- 1969: James Bond 007 – Im Geheimdienst Ihrer Majestät (On Her Majesty’s Secret Service)
- 1971: Hospital (The Hospital)
- 1973: Theater des Grauens (Theatre of Blood)
- 1973–1974: Diana (Fernsehserie, 15 Folgen)
- 1977: Three Piece Suite (Fernsehserie, sechs Folgen)
- 1977: Das Lächeln einer Sommernacht (A Little Night Music)
- 1981: Die große Muppet-Sause (The Great Muppet Caper)
- 1982: Das Böse unter der Sonne (Evil Under the Sun)
- 1982: Zeugin der Anklage (Witness for the Prosecution, Fernsehfilm) – Regie: Alan Gibson
- 1983: King Lear (Fernsehfilm) – Regie: Michael Elliott
- 1985: Bleak House (Fernsehserie, acht Folgen) – Regie: Ross Devenish
- 1986: The Worst Witch (Fernsehfilm) – Regie: Robert Young
- 1987: Wagnis der Liebe (A Hazard of Hearts)
- 1987: Schneewittchen (Snow White)
- 1989: Mother Love (Fernsehserie, vier Folgen) – Regie: Simon Langton
- 1992: Das schönste Kleid der Welt (Mrs. ’Arris Goes to Paris, Fernsehfilm) – Regie: Anthony Pullen Shaw
- 1993: Cyborg Agent (Running Delilah) (Fernsehfilm)
- 1994: A Good Man in Africa
- 1994: Der Tanz des Dschinghis Cohn (Genghis Cohn, Fernsehfilm) – Regie: Elijah Moshinsky
- 1995: Helen Walker – Schatten des Bösen (The Haunting of Helen Walker, Fernsehfilm) – Regie: Tom McLoughlin
- 1995: Danielle Steel: Abschied von St. Petersburg (Zoya, Fernsehfilm) – Regie: Richard A. Colla
- 1996: Die Bibel – Samson und Delila ´(Samson and Delilah) (Fernsehfilm)
- 1997: Rebecca (Fernsehfilm) – Regie: Jim O’Brien
- 1998: Parting Shots – Regie: Michael Winner
- 1998–1999: The Mrs Bradley Mysteries (Fernsehserie, fünf Folgen) – Regie: James Hawes und Martin Hutchings
- 2000: Am Anfang (In the Beginning, Fernsehfilm) – Regie: Kevin Connor
- 2001: Victoria & Albert (Fernsehfilm)
- 2005: Heidi
- 2006: Der bunte Schleier (The Painted Veil)
- 2013: Doctor Who (Fernsehserie, Folge 7.11)
- 2013–2017: Game of Thrones (Fernsehserie, 18 Folgen)
- 2014–2017: Detectorists (Fernsehserie)
- 2015: You, Me and the Apocalypse (Fernsehserie, fünf Folgen)
- 2017: Solange ich atme (Breathe)
- 2017: Victoria (Fernsehserie, neun Folgen)
- 2017: A Christmas Carol Goes Wrong (Fernsehfilm)
- 2020: Der Doktor und das liebe Vieh (All Creatures Great and Small, Fernsehserie, zwei Folgen)
- 2020: Black Narcissus (Miniserie, zwei Folgen)
- 2021: Last Night in Soho

## Auszeichnungen
- Goldener Bravo Otto der deutschen Jugendzeitschrift Bravo: 1968 und 1969
- Tony Award: 1994 für Medea; zudem nominiert 1971 für Abelard and Heloise, 1975 für The Misanthrope und 2018 für My Fair Lady
- Emmy: 1997 für die TV-Neuverfilmung von Rebecca; zudem 1967 und 1968 nominiert für Mit Schirm, Charme und Melone, 1975 für In This House of Brede, 2002 für Victoria & Albert und 2013, 2014, 2015 und 2018 für Game of Thrones
- Laurence Olivier Award, Nominierung 1997 und 1999[19][20]
- Theaterpreis des Londoner Evening Standard: 1992, 1996
- Broadcasting Press Guild Award: 1990[21]
- BAFTA Award: 1990 und 2000
- Commander of the British Empire (CBE): 1987
- Dame Commander of the Order of the British Empire (DBE): 1994
- Ehrendoktor der University of Stirling: 1988[22]
- Ehrendoktor der University of Leeds: 1992[23]
- Aufnahme in die American Academy of Arts and Sciences: 2001